# Agrius cingulata
Agrius cingulata (sinonim: A. cingulatus) este o specie de molie din familia Sphingidae.

## Descriere

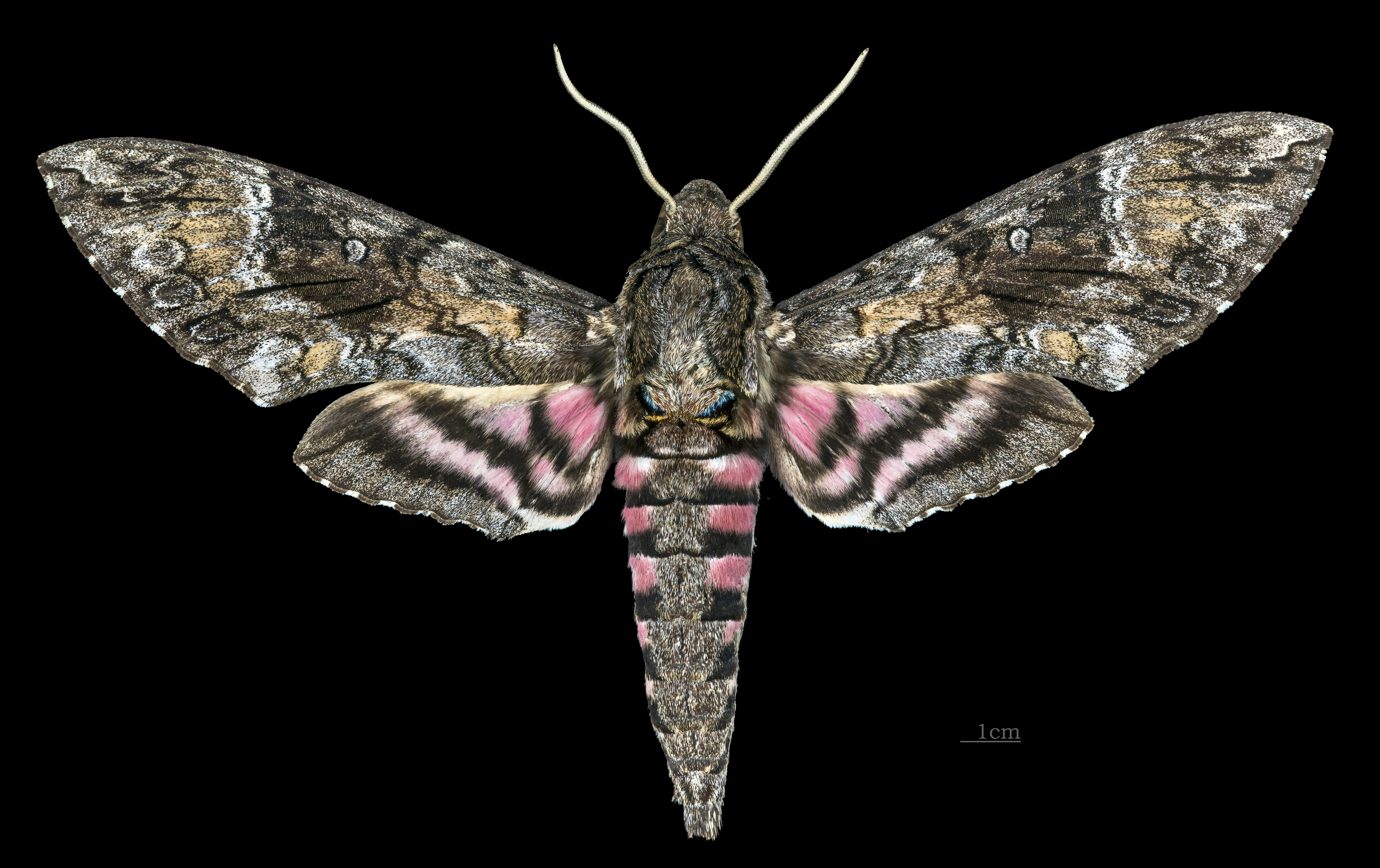
♂
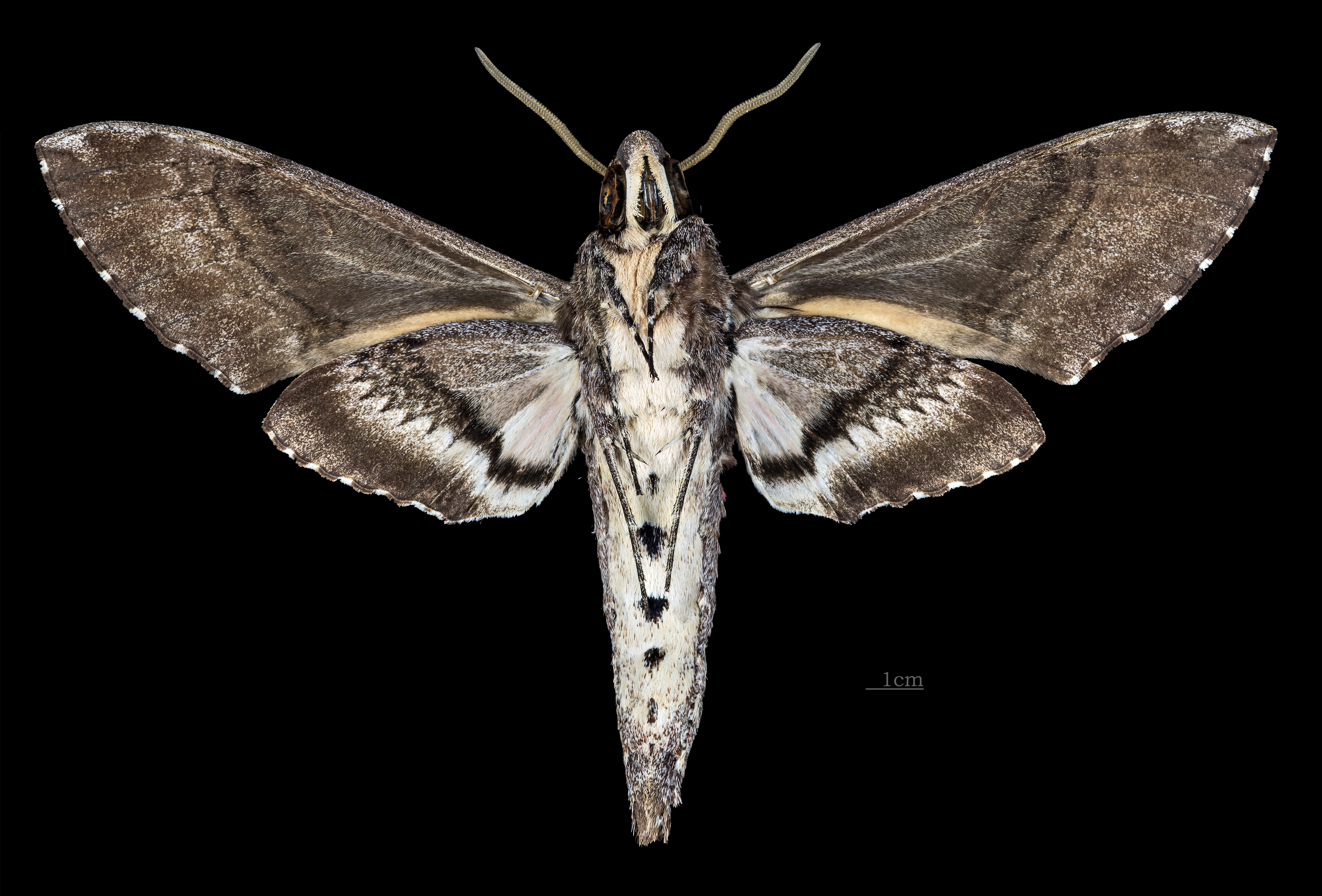
♂ △
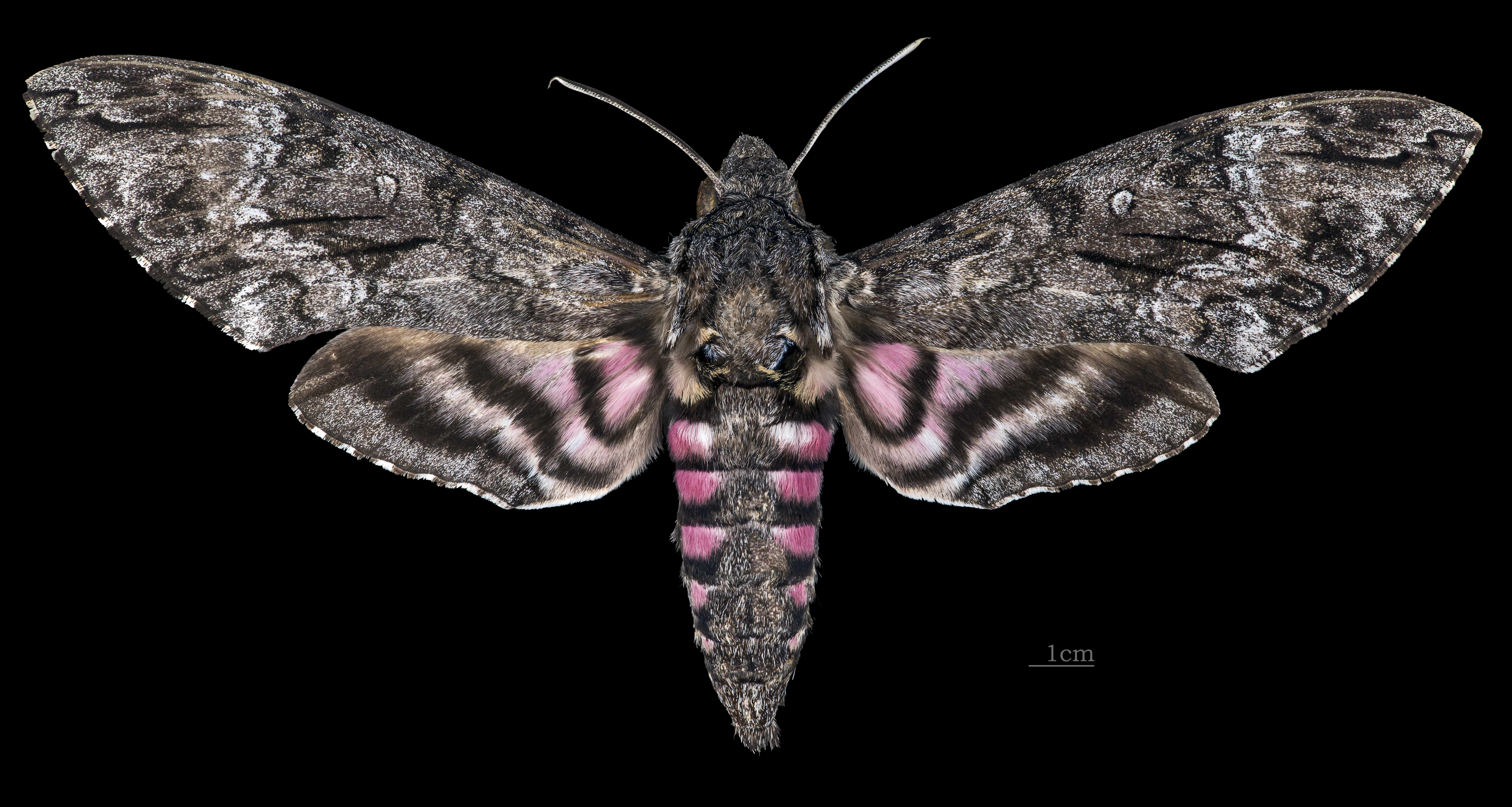
♀
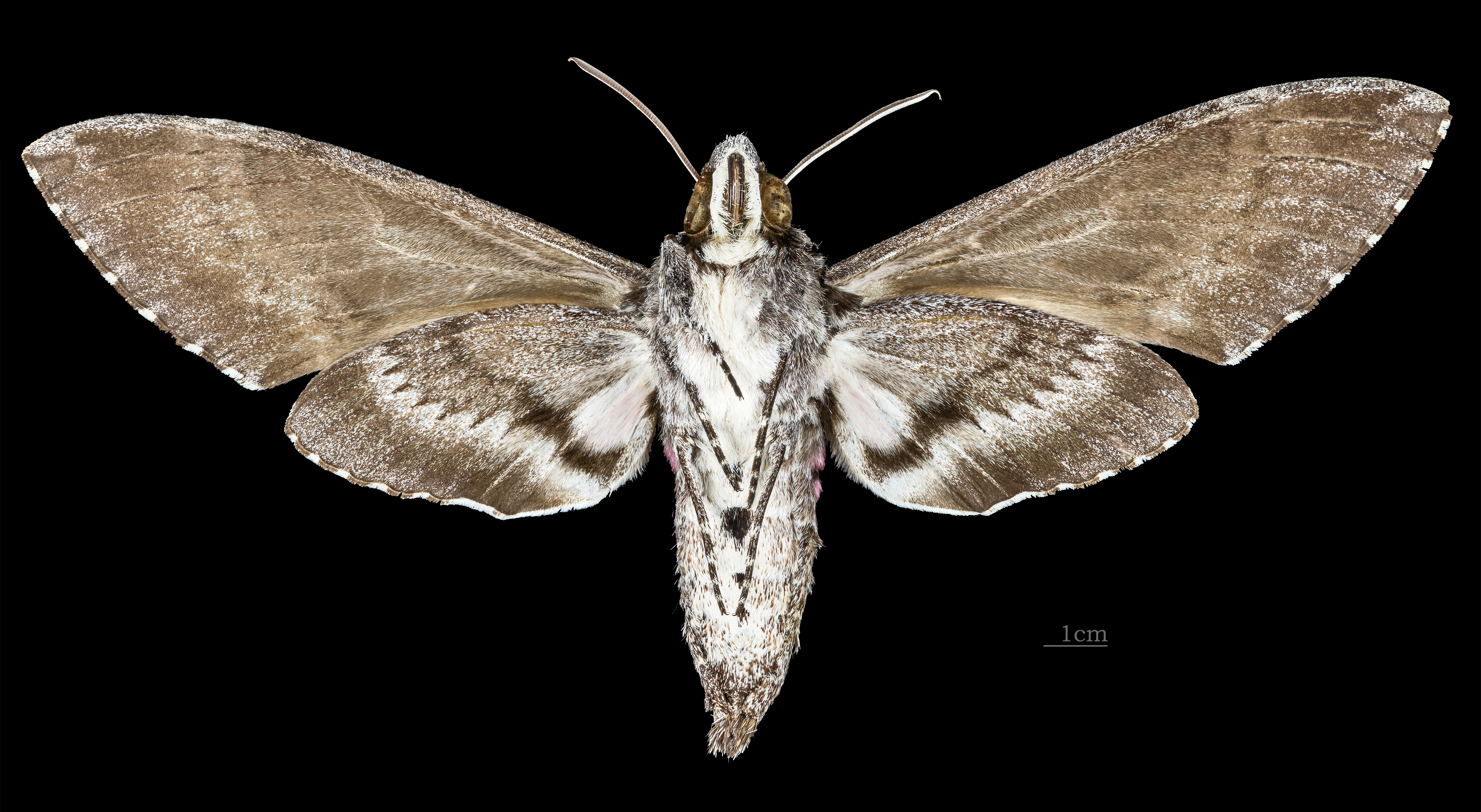
♀ △

Adulții au o anvergură de 9,5 până la 12 cm. Corpul robust este de culoare gri-brună cu linii și puncte roz, iar abdomenul se îngustează până într-un punct. Aripile inferioare sunt gri cu linii negre și roz la bază.

## Biologie
Este o specie nocturnă. Se hrănește cu nectar de la unele flori, printre care floarea lunii (Calonyction aculeatum), volbură (Convolvulus arvensis) și petunii (specii de Petunia).
Omida este solidă și are antene. Se hrănește în timpul zilei și nopții cu floarea de batat (Ipomoea batatas), specii de Datura și alte plante. Este un mare dăunător pentru plantațiile de cartof dulce (batat).

## Răspândire
Specia este neotropică, iar adulții migrează spre Canada la nord și spre Patagonia și Insulele Falkland la sud. Poate fi întâlnită și în Insulele Galápagos și Hawaii. A fost semnalată și în Europa de Vest, incluzând Portugalia. Recent, a apărut și în Africa de Vest și Capul Verde, posibil venită din Brazilia. 

## Galerie

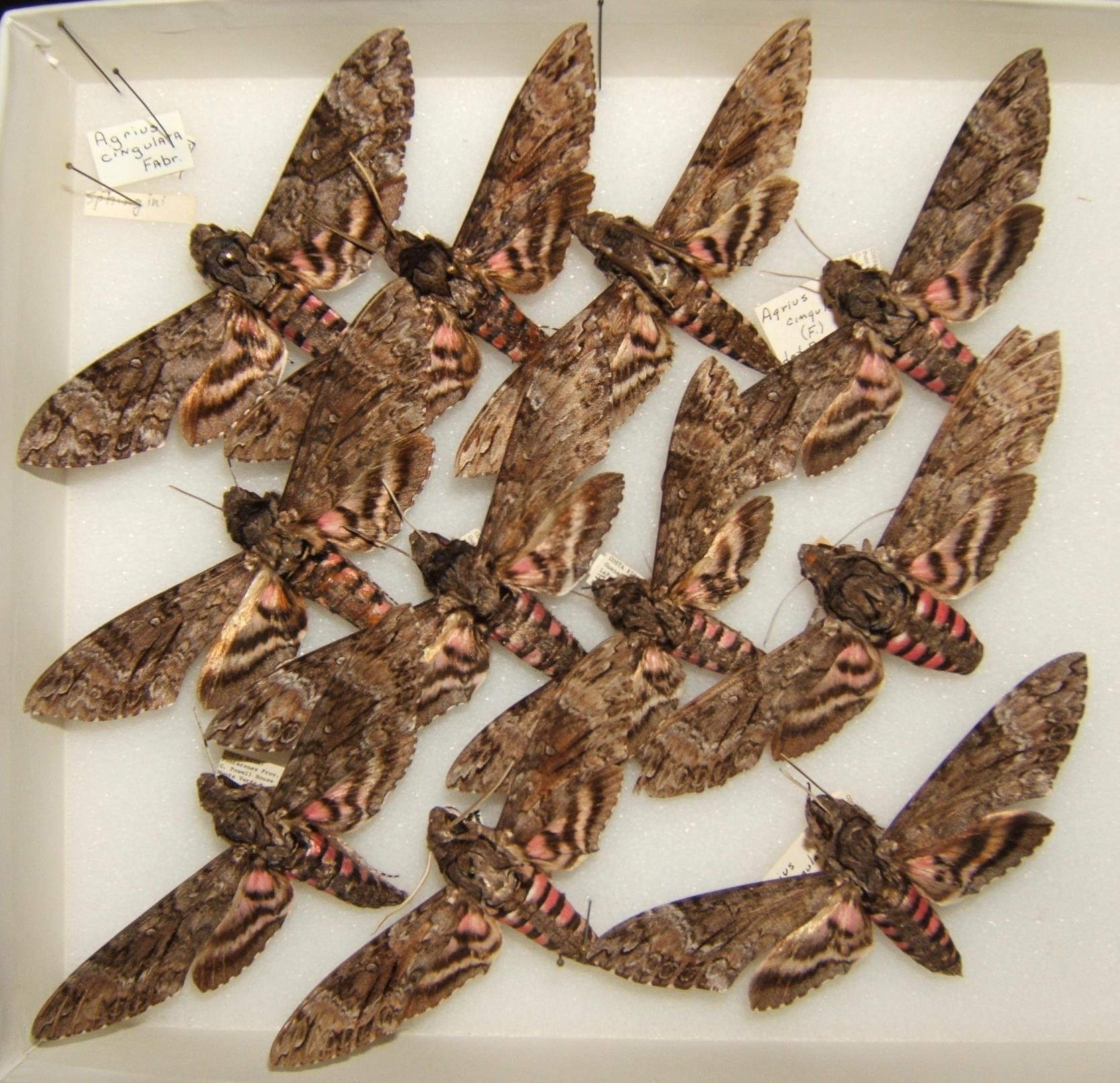
Diferiți adulți
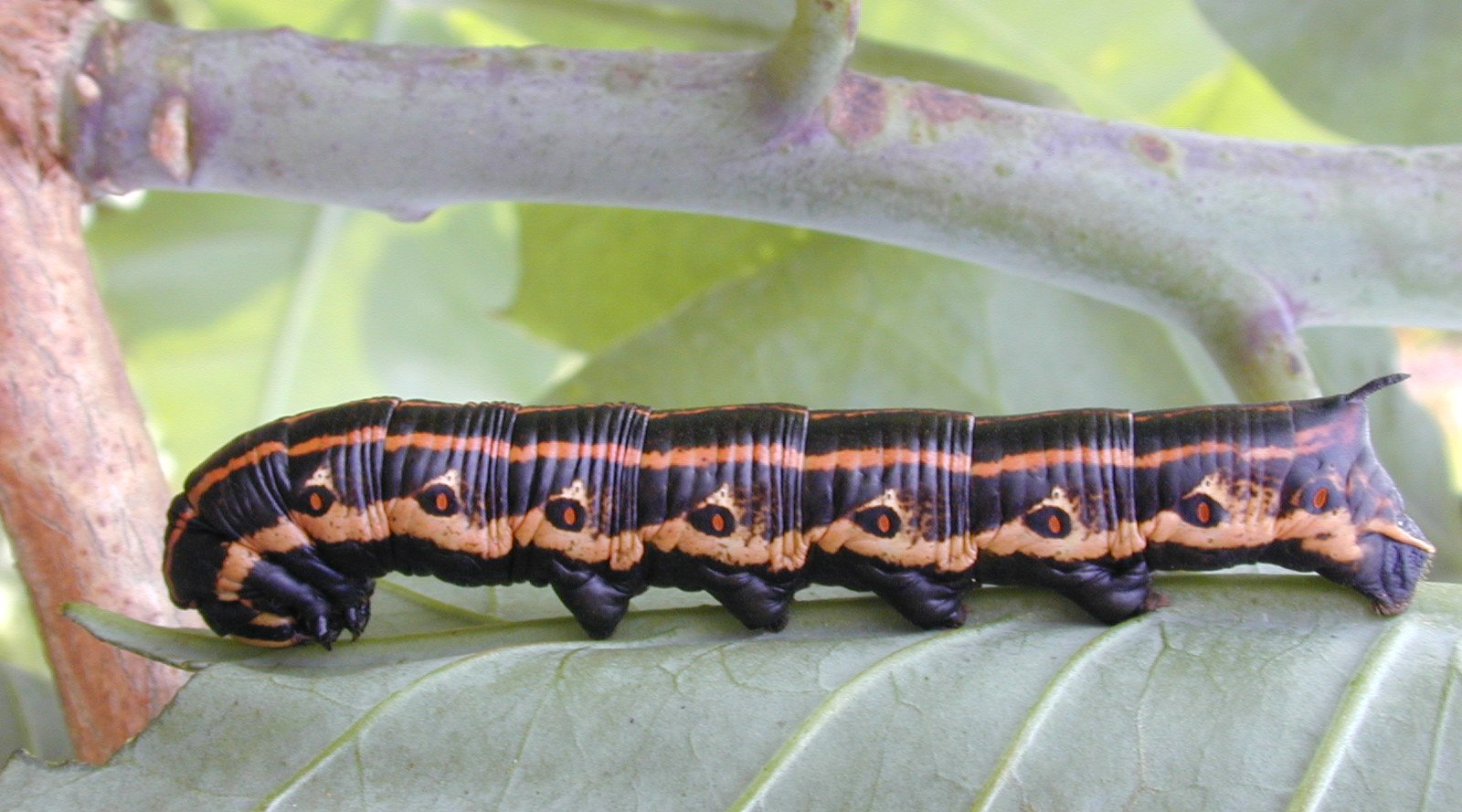
Omidă